# First Vienna FC 2025/2026
Tento článek se zabývá událostmi v rakouském klubu First Vienna FC 1894 v sezóně 2025/2026. V této sezóně bude First Vienna hrát 2. Ligu a rakouský pohár. Trenérem je Aleksandar Gitsov, který na tomto postu nahradil Mehmeta Sütcü.. Domácí stadion je Hohe Warte s kapacitou 5 500 diváků.
Dne 25. června 2025 uběhlo 70 let od doby, kdy klub získal zatím svůj poslední titul mistra Rakouska.

## Realizační tým
| Post              | Jméno                | Předchozí                       |
| ----------------- | -------------------- | ------------------------------- |
| Hlavní trenér     | Aleksandar Gitsov    | SKN St. Pölten (hlavní trenér)  |
| Asistent trenéra  | Mehmet Sütcü         | First Vienna FC (hlavní trenér) |
| Asistent trenéra  | Roman Kienast        | NWZ First Vienna FC U18         |
| Trenér brankářů   | Patrick Kostner      | SK Rapid Vídeň Youth            |
| Atletický trenér  | Nikola Životić       |                                 |
| Zápasový analitik | Stefan Manzana Marin | First Vienna FC (hlavní trenér) |

## Soupiska
| Číslo     | Hráč                          | Národnost         | Datum narození a věk        | Od roku           | Smlouva do      | Zápasy   | Góly     |
| Brankáři  | Brankáři                      | Brankáři          | Brankáři                    | Brankáři          | Brankáři        | Brankáři | Brankáři |
| --------- | ----------------------------- | ----------------- | --------------------------- | ----------------- | --------------- | -------- | -------- |
| 1         | Bernhard Unger                | Rakousko          | 23. dubna 1999 (26 let)     | 1. července 2024  |                 |          |          |
| 41        | Christopher Giuliani          | Rakousko          | 7. května 1999 (26 let)     | 1. června 2023    |                 |          |          |
| 26        | Moritz Troindl                | Rakousko          | 26. září 2007 (17 let)      | 1. července 2025  |                 |          |          |
| Obránci   |                               |                   |                             |                   |                 |          |          |
| 4         | Niklas Szerencsi              | Rakousko          | 8. června 2000 (25 let)     | 1. července 2025  |                 |          |          |
| 25        | Jürgen Bauer                  | Rakousko          | 7. června 1998 (27 let)     | 1. července 2023  |                 |          |          |
| 22        | Osarenren Okungbowa           | Rakousko          | 13. května 1994 (31 let)    | 1. července 2025  |                 |          |          |
| 5         | Santino Pistrol               | Rakousko          | 26. srpna 2007 (17 let)     | 1. července 2025  |                 |          |          |
| 17        | Benjamin Rosenberger          | Rakousko          | 15. června 1996 (29 let)    | 10. července 2025 |                 |          |          |
| 19        | Niklas Alozie                 | Rakousko          | 14. února 2003 (22 let)     |                   |                 |          |          |
| 36        | Kelechi Nnamdi                | Rakousko          | 22. března 2006 (19 let)    | 1. září 2024      |                 |          |          |
| Záložníci |                               |                   |                             |                   |                 |          |          |
| 28        | Kai Stratznig                 | Rakousko          | 15. dubna 2002 (23 let)     | 30. ledna 2023    |                 |          |          |
| 39        | Lucas Dantas                  | Brazílie          | 25. listopadu 2001 (23 let) | 29. července 2025 |                 |          |          |
| 34        | Dean Titkov                   | Rakousko          | 22. června 2004 (21 let)    | 1. července 2024  |                 |          |          |
| 20        | Felix Nagele                  | Rakousko          | 2. dubna 2007 (18 let)      | 1. ledna 2025     |                 |          |          |
| 8         | Bernhard Luxbacher (kapitán)  | Rakousko          | 18. listopadu 1994 (30 let) | 1. července 2020  | 30. června 2028 |          |          |
| 66        | David Ungar                   | Rakousko          | 17. března 2000 (25 let)    | 1. července 2024  |                 |          |          |
| 6         | Markus Rusek                  | Rakousko          | 26. prosince 1993 (31 let)  | 9. ledna 2025     |                 |          |          |
| 21        | Gontie Junior Diomandé        | Pobřeží slonoviny | 20. května 2003 (22 let)    | 1. července 2024  |                 |          |          |
| Útočníci  |                               |                   |                             |                   |                 |          |          |
| 14        | Seo Jong-min                  | Jižní Korea       | 9. května 2002 (23 let)     | 28. července 2025 |                 |          |          |
| 80        | Aris Stogiannidis             | Rakousko          | 3. března 2004 (21 let)     | 1. července 2025  |                 |          |          |
| 37        | Louis Birkhahn                | Rakousko          | 5. února 2006 (19 let)      | 1. července 2025  |                 |          |          |
| 9         | Amir Abdijanovic              | Rakousko          | 3. března 2001 (24 let)     | 1. července 2025  |                 |          |          |
| 77        | Luca Edelhofer                | Rakousko          | 1. března 2001 (24 let)     | 15. července 2020 |                 |          |          |
| 18        | Bernhard Zimmermann           | .                 | 15. února 2002 (23 let)     | 22. ledna 2025    |                 |          |          |
| 45        | Bamba Susso                   | Gambie            | 9. listopadu 2002 (22 let)  | 14. července 2025 |                 |          |          |
| 7         | Christoph Monschein (zraněný) | Rakousko          | 22. listopadu 1992 (32 let) | 8. července 2023  |                 |          |          |
| 59        | Yalın Dilek                   | Turecko           | 26. července 2006 (19 let)  | 23. ledna 2025    |                 |          |          |
| 10        | Marco Djuricin                | Rakousko          | 12. prosince 1992 (32 let)  | 1. července 2025  |                 |          |          |
| 16        | Patrick Schmidt               | Rakousko          | 22. července 1998 (27 let)  | 1. července 2024  |                 |          |          |
| 27        | Vincet Zeidler                | Rakousko          | 9. října 2008 (16 let)      | 1. července 2025  |                 |          |          |

## Přestupy
| Léto 2025    | Léto 2025            | Léto 2025          | Léto 2025          | Léto 2025    |
| Příchody     | Příchody             | Příchody           | Příchody           | Příchody     |
| Pozice       | Jméno                | Odkud přišel       | Cena               | Ref          |
| ------------ | -------------------- | ------------------ | ------------------ | ------------ |
| OB           | Osarenren Okungbowa  | WSG Tirol          | Zadarmo            | [ 6 ] [ 7 ]  |
| ÚT           | Amir Abdijanovic     | SV Horn            | Zadarmo            | [ 6 ] [ 8 ]  |
| ÚT           | Marco Djuricin       | SV Stripping       | Zadarmo            | [ 6 ] [ 9 ]  |
| ZÁ           | Marcel Tanzmayr      | FC Marchfeld       | Návrat z hostování | [ 6 ]        |
| OB           | Marvin Schuster      | Wiener Sport-Club  | Návrat z hostování | [ 6 ]        |
| ZÁ           | Joel Kitenge         | Union Wall         | Návrat z hostování | [ 6 ]        |
| ÚT           | Edvin Ramic          | SV Donau           | Návrat z hostování | [ 6 ]        |
| ÚT           | Louis Birkhahn       | Posun z B-týmu     | –                  | [ 6 ] [ 10 ] |
| OB           | Santino Pistrol      | Posun z B-týmu     | –                  | [ 6 ] [ 10 ] |
| BR           | Moritz Troindl       | Posun z B-týmu     | –                  | [ 6 ] [ 10 ] |
| ZÁ           | Aris Stogiannidis    | Posun z B-týmu     | –                  | [ 6 ] [ 11 ] |
| OB           | Niklas Szerencsi     | Austria Klagenfurt | Zadarmo            | [ 12 ] [ 6 ] |
| ÚT           | Vincet Zeidler       | B-tým              | –                  | [ 13 ] [ 6 ] |
| OB           | Benjamin Rosenberger | Grazer AK          | Zadarmo            | [ 14 ] [ 6 ] |
| ÚT           | Bamba Susso          | Pisa               | ?                  | [ 15 ] [ 6 ] |
| ZÁ           | Seo Jong-min         | Chemnitzer FC      | Zadarmo            | [ 16 ] [ 6 ] |
| ZÁ           | Lucas Dantas         | Blau-Weiß Linz     | ?                  | [ 17 ] [ 6 ] |
| Odchody      |                      |                    |                    |              |
| Pozice       | Jméno                | Kam odešel         | Cena               | Ref          |
| ÚT           | David Peham          | SKU Amstetten      | Zadarmo            | [ 6 ]        |
| ÚT           | Kelvin Boateng       | Austria Vídeň      | Zadarmo            | [ 6 ]        |
| ZÁ           | Philipp Ochs         | ?                  | –                  | [ 6 ]        |
| ZÁ           | Daniel Luxbacher     | SC/ESV Parndorf    | Zadarmo            | [ 6 ] [ 18 ] |
| ZÁ           | Edin Huskovic        | FAC                | ?                  | [ 19 ] [ 6 ] |
| BR           | Marcel Ecker         | Union Wall         | Zadarmo            | [ 6 ]        |
| ZÁ           | Marcel Tanzmayr      | Voitsberg          | ?                  | [ 6 ]        |
| OB           | Noah Steiner         | SV Stripfing       | Zadarmo            | [ 20 ] [ 6 ] |
| ÚT           | Edvin Ramic          | SV Donau           | ?                  | [ 6 ]        |
| OB           | Marvin Schuster      | SR Donaufeld       | ?                  | [ 6 ]        |
| ZÁ           | Joel Kitenge         | SV Horn            | ?                  | [ 6 ]        |
| OB           | Čedomir Bumbić       | NK Maribor         | ?                  | [ 21 ] [ 6 ] |
| OB           | Anes Omerovic        | ?                  | –                  | [ 6 ]        |
| ZÁ           | Haris Zahirovic      | ?                  | –                  | [ 6 ]        |
| Zima 2025/26 |                      |                    |                    |              |
| Příchody     |                      |                    |                    |              |
| Pozice       | Jméno                | Odkud přišel       | Cena               | Ref          |
| Odchody      |                      |                    |                    |              |
| Pozice       | Jméno                | Kam odešel         | Cena               | Ref          |

## Zápasy

### Přátelské a přípravné zápasy

#### Léto
| 21. června 2025                                                                                  | SC Grün-Weiss Lassee    | 2:3 | First Vienna FC                     | Hansi-Waraschitz-Stadion |  |
| 16:30                                                                                            | Haller 18' Dennecke 90' |     | Stratznig 19' Titkov 43' Nagele 54' |                          |  |
| Poznámky: Přátelský zápas u příležitosti oslav 100. let od založení SC Grün-Weiss Lassee. zdroj: |                         |     |                                     |                          |  |

| 4. července 2025 | SR Donaufeld | 1:3 | First Vienna FC                      | Donaufeld-Platz |  |
| 18:30 | Lux 52'      |     | Luxbacher 4' Ungar 19' Edelhofer 85' |                 |  |
| Poznámky: soupiska First Vienna: Unger, Luxbacher (Zeidler 70.), Abdijanovic (Edelhofer 46.), Djuricin (Nagele 60.), Zimmermann (Schmidt 46.), Alozie (Stogiannidis 60.), Okungbowa (Szerencsi 46.), Bauer, Stratznig, Nnamdi, Ungar (Titkov 60.) zdroj: |              |     |                                      |                 |  |

| 8. července 2025 | Kremser SC | 1:1 | First Vienna FC | Moser Medical Arena |  |
| 18:30 | Starkl 37' |     | Schmidt 43'     |                     |  |
| Poznámky: sestava First Vienna: Giuliani, Bumbić (Alozie 46.), Okungbowa (Bauer 61.), Szerencsi (Stratznig 61.), Nnamdi (Stogiannidis 46.), Ansah (Luxbacher 46.), Ungar (Titkov 37.), Abdijanovic (Nagele 61.), Edelhofer (Birkhahn 70.), Djuricin (Zimmermann 46.), Schmidt (Zeidler 61.) zdroj: |            |     |                 |                     |  |

| 12. července 2025 | Bayern Mnichov II    | 2:1 | First Vienna FC | FC Bayern Campus Kunstrasen 1 |  |
| 13:00 | Chávez 8' Binder 23' |     | Szerencsi 78'   |                               |  |
| Poznámky: sestava First Vienna: Unger, Szerencsi, Luxbacher, Abdijanovic, Djuricin, Rosenberger, Okungbowa, Bauer, Stratznig, Ungar, Edelhofer zdroj: |                      |     |                 |                               |  |

| 18. července 2025 | First Vienna FC       | 2:2 | TSV Hartberg                          | Hohe Warte Stadium |  |
| 14:00 | Djuricin 2' Susso 75' |     | Havel 50' Prokop 62' (pen.) Havel 90' |                    |  |
| Poznámky: sestava First Vienna FC: Unger, Luxbacher, Abdijanovic, Djuricin, Rosenberger, Zimmermann, Szerencsi, Okungbowa, Bauer, Stratznig, Ungar zdroj: |                       |     |                                       |                    |  |

### 2. Liga

#### Tabulka
Hlavní článek: 2. Liga 2025/26
| # | Tým | Záp. | +/- |
| - | --- | ---- | --- |

#### Zápasy
| 1. kolo 1. srpna 2025 | SV Stripfing | 0:2 | First Vienna FC             | FAC-Platz   |  |
| 18:00 |              |     | Djuricin 20' Zimmermann 37' | Diváci: 353 |  |
| Poznámky: sestava First Vienna FC: Unger, Szerencsi, Luxbacher, Abdijanovic, Djuricin, Rosenberger, Zimmermann, Bauer, Stratznig, Nnamdi, Ungar zdroj: |              |     |                             |             |  |

| 2. kolo 8. srpna 2025 | First Vienna FC                              | 3:0 | Austria Salzburg | Hohe Warte Stadium |  |
| 20:30 | Luxbacher 22' Rosenberger 32' Zimmermann 57' |     |                  | Diváci: 4 568      |  |
| Poznámky: sestava First Vienna FC: Unger, Szerencsi, Luxbacher (59. Edelhofer), Abdijanovic (88. Titkov), Djuricin (88. Seo), Rosenberger, Zimmermann (75. Susso), Bauer, Stratznig, Nnamdi (88. Okungbowa, Ungar zdroj: |                                              |     |                  |                    |  |

| 3. kolo 15. srpna 2025 | SKN St. Pölten           | 2:1 | First Vienna FC | NV Arena |  |
| 18:00 | Amoah 57' Hausjell 90+6' |     | Ungar 23'       |          |  |
| Poznámky: sestava First Vienna FC: Unger, Szerencsi, Luxbacher, Abdijanovic (87. Seo), Djuricin (67. Schmidt), Rosenberger, Zimmermann (67. Edelhofer), Bauer, Stratznig, Nnamdi (58. Okungbowa), Ungar zdroj: |                          |     |                 |          |  |

### Pohár
Hlavní článek: ÖFB-Cup 2025/26
| 1. kolo 25. července 2025 | SV Tillmitsch | 1:3 | First Vienna FC                   | Nunner Arena, Tillmitsch |  |
| 19:30 | Lang 62'      |     | Zimmermann 1' Abdijanovic 62' 71' | Diváci: 1000             |  |
| Poznámky: sestava First Vienna FC: Giuliani, Szerencsi, Luxbacher, Abdijanovic (Diomandé, 80.), Rosenberger, Zimmermann (Zeidler, 90.), Okungbowa, Bauer, Stratznig, Ungar, Edelhofer (Schmidt, 67.) zdroj: |               |     |                                   |                          |  |